# Eier mit Speck (Festival)

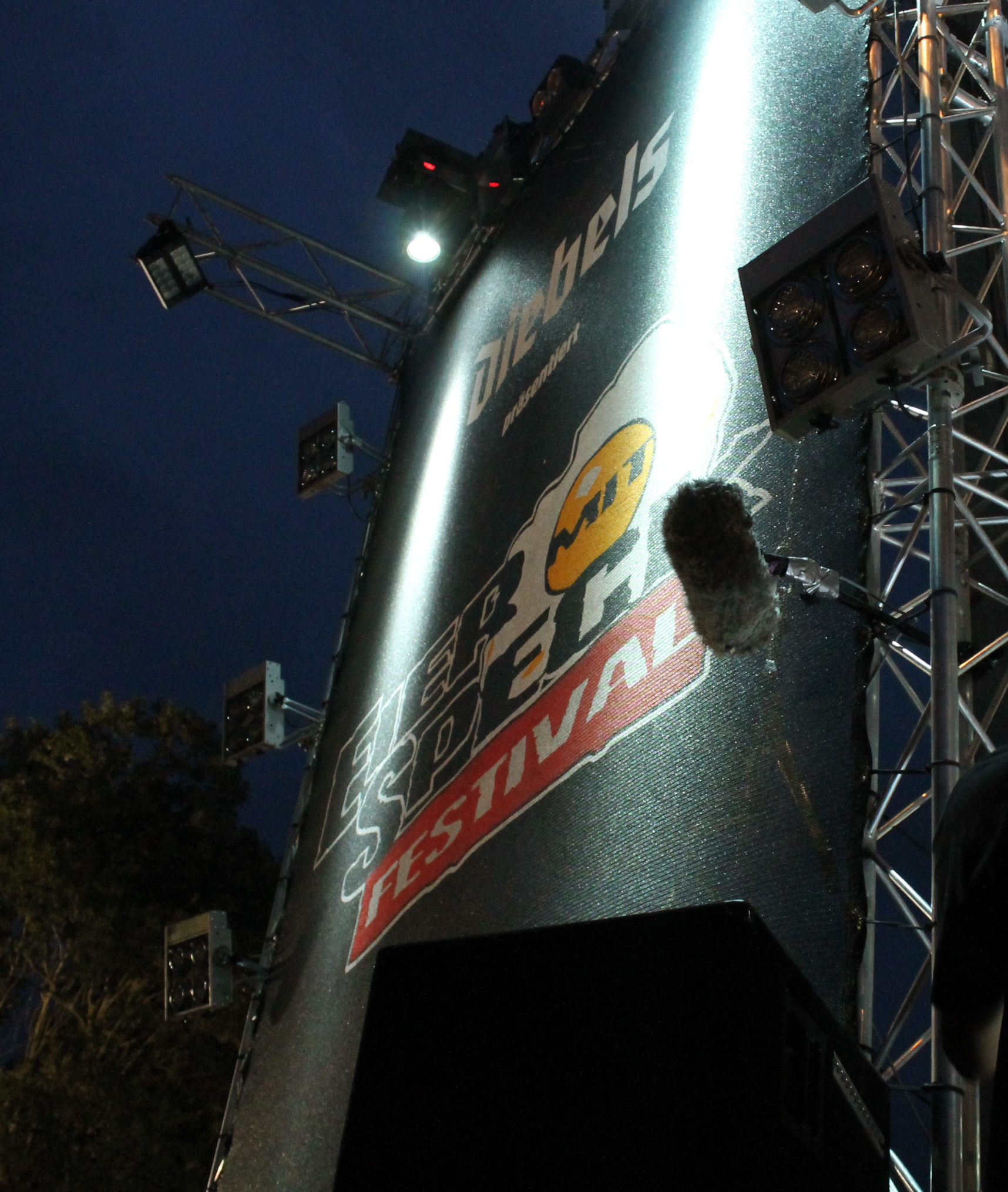
Eier-mit-Speck-Logo

Eier mit Speck war ein Open-Air-Musikfestival, das von 2006 bis 2019 jedes Jahr am jeweils letzten vollständigen Juliwochenende stattfand.
Hauptsächlich gespielt wurden Rock, Pop, Metal, Ska und Elektro.
Das Festival fand auf einer Wiese am Rand eines Waldgebietes (Hoher Busch) nahe der Anschlussstelle Viersen-Dülken der Autobahn A 61 und der Bahnstrecke Viersen–Venlo zwischen Viersen und Dülken statt.
Der Name war ein Hinweis darauf, dass es bei dem Festival morgens ein (im Eintrittspreis enthaltenes) Frühstück gab. Das Festival ermöglichte der Siegerband des jährlichen Wettbewerbs „Young Talents“, der von der Organisation YoungLife gemeinsam mit der Stadt Viersen durchgeführt wird, einen Auftritt.
In den Jahren 2020 und 2021 konnte das Festival wegen der COVID-19-Pandemie in Deutschland nicht stattfinden. Der Hauptorganisator Christoph Tappeser starb im August 2021 im Alter von 52 Jahren unerwartet. Das übrige Organisationsteam gab einige Wochen später bekannt, das Festival nicht fortzuführen.

## Bands

### 28.–30. Juli 2006
- Pothead, Action in DC, u2nl, 5 kleine Jägermeister, Voltaire, Ranzig, LebensWeGe, Motorjesus, The Slapstickers, Cowboys on Dope, Eat the Gun, Lili, Scruffyheads, The Nicks, News at Six, Hellsongs, Fandango, Add No Aid, Was Wenns Regnet, Keegan, Summsemann & Meista Fader, Hampelemanne, Cyrcus
- Besucher: 2500[4]

### 27.–29. Juli 2007
- Volbeat, Waltari, Zeltinger Band, Eddies Revenge, Nutellica, Dead Guitars, Stone the Crow, Jancee Pornick Casino, The Fish Brothers, New Damage, Sondaschule, Plexiphones, Barfuss, Reisegruppe Fischer, Peilomat, Mini Moustache, The Quicksteps, Leaf, 4 Backwoods, Rooster Burns, Coen Wolters Band, The Beatlesøns, Beat down Flavah, Bahooga
- Besucher: 6000[5]

### 25.–27. Juli 2008
- Clawfinger, Keith Caputo, Knorkator, Riverside, Sondaschule, Götz Widmann, 5BUGS, MBWTEYP, Raggabund, Großstadtgeflüster, Dear Wolf, Beatplanet, Trustgame, Crimes of Passion, Custard Pies, Kapelle Petra, Blue Babies, Seedcake, The Shanes, Danger!Beuys, Phönix Rising, Chief Rockhead, Dawsons Crack, Engo
- Besucher: 6000[6]

### 24.–26. Juli 2009
- Therapy?, Dog Eat Dog, Disco Ensemble, Boppin’B, Muff Potter, The Real McKenzies, Dúné, Prisma, Trashmonkeys, Jaya the Cat, P:Lot, Monsters of Liedermaching, Backbeat Trio, Adam Bomb, Rakede, Mark Foggo’s Skasters, The Dead Flags, Sixxxten, Luis Laserpower, Buttermaker, Age of Orange, Stigma, She’s All That, Without Wax
- Besucher: 10.000[7]

### 23.–25. Juli 2010
- Transmitter, Everlast, De Staat, Montreal, Avid*, Acoustic Rocks, The Tripper Orchestra, Kassiopeia, Paradise Lost, The Pineapple Thief, Hasenscheisse, MBWTEYP, Kontrust, Twin Atlantic, The Beatlesøns, Buggirl, Dickes B., Good Charlotte, Stuck Mojo, Hayseed Dixie, Grossstadtgeflüster, Wallis Bird, Mammút, Mofa, Trashtucada, Jaya the Cat

### 29.–31. Juli 2011
- Le Fly (MS), Blumio, Zebrahead, Ohrbooten, Breed77, Straight Frank, Dog Eat Dog, All Aboard!, Best before End, Kaizers Orchestra, Triggerfinger, Betontod, Motorjesus, Phrasenmäher, The Creep Show, Kellerkommando, In Viro, Waikiki Beach Brothers, Selig, Boy Hits Car, Royal Republic, Merdan Taplak Orkestar, Mega! Mega!, Dreadnut Inc., 3 Feet Smaller, Lax Alex Contrax

### 27.–29. Juli 2012
- Marteria, Red Fang, Wirtz, Godsized, The Silverettes, Hot Chick Banged, Cause for Confusion, Notyet!, Evergrey, Street Dogs, The Busters, Mucky Pup, Umlala, Carpark North, The Jessie Rose Trip, Keule, Antlered Man, The Intersphere, Madsen, Dubioza Kolektiv, The Inspector Cluzo, Movits!, Julia Marcell, Three Cord Society, Melloy, Lungs.
- Besucher: 4.500[8]

### 26.–28. Juli 2013
- Ugly Kid Joe, Grossstadtgeflüster, Diving for Sunken Treasure, Turbonegro, Hoffmaestro, Wallis Bird, Graveyard Johnnys, Batucada Sound Machine, Pipes and Pints, Das Pack, Leaf, Donots, Karamelo Santo, Uncle Ho, La Fanfare en Petard, Sonic Boom Six, Susanne Blech, Patrick Richardt, Heaven’s Basement, Marky Ramone’s Blitzkrieg, La Confianza, Negatretnu, Linus, Lord of Giant, Jay Farmer, City Light Thief.
- Besucher: 4.500[9]

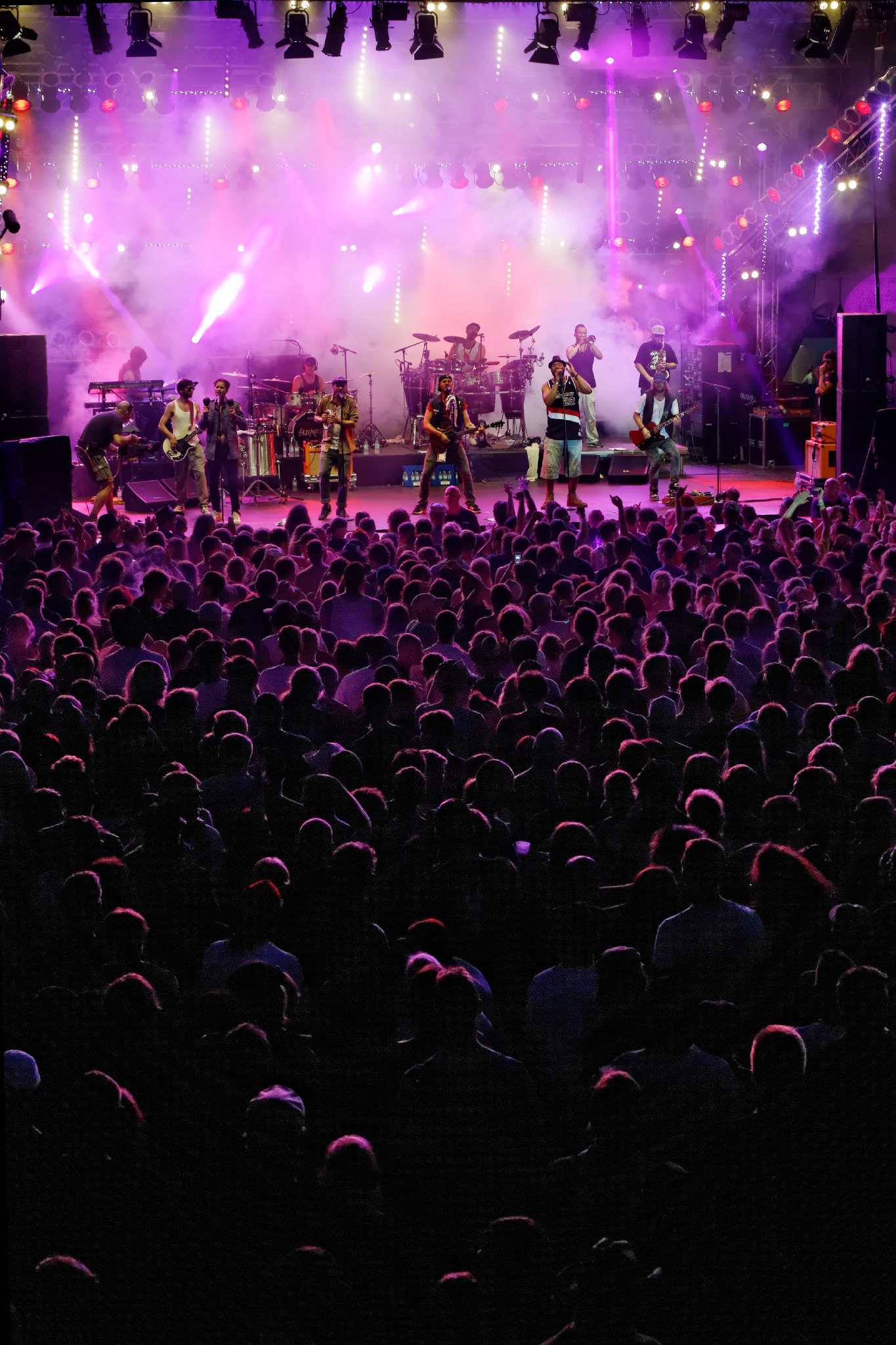
Hoffmaestro 2013
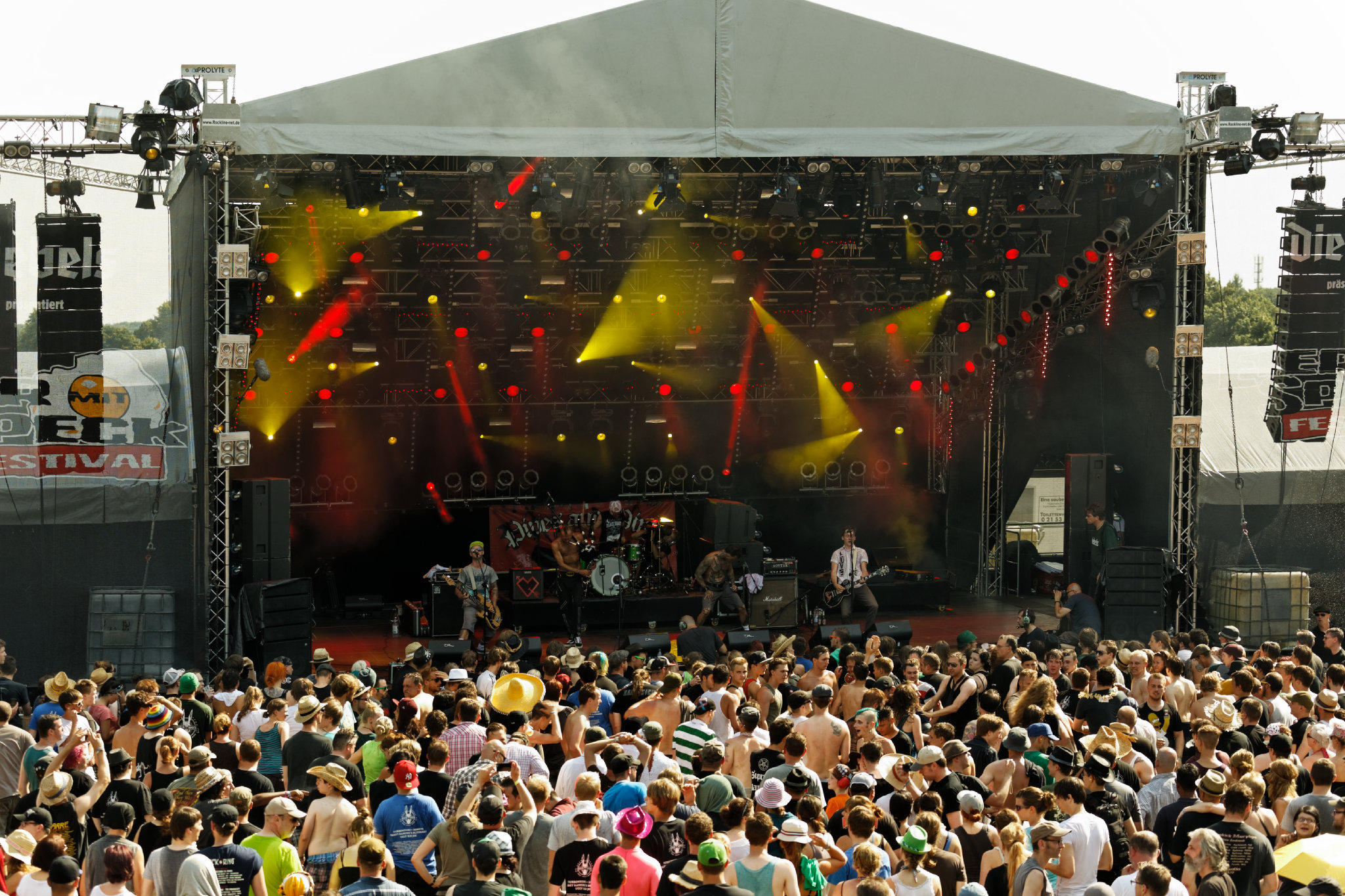
Pipes and Pints 2013

### 25.–27. Juli 2014
- Frank Turner & the Sleeping Souls, Skindred, Moop Mama, Prong, Heisskalt, Nina Attal, Christian Steiffen, Black City, Liedfett, Authority Zero, The Fog Joggers, The Locos, Knorkator, Die Boys, Eat the Gun, Eagulls, Apologies, I Have None, Sebel, Her Bright Skies, Akua Naru, Six 60, The Computers, Provinztheater, Ashby, Settle the Score.

### 24.–26. Juli 2015
- The Subways, Kadebostany, Soulfly, Rakede, Adam Angst, Cyrcus, Powder for Pigeons, Gorilla Taxi, Donots, Kensington, Nosliw, The Intersphere, Godsized, Dennis Hormes, Tubbe, Mondo Mash Up Soundsystem, Lemur, Wunsch-WG, H-Blockx, Rotfront, Itchy Poopzkid, Skinny Lister, Red City Radio, Buster Shuffle, Tausend Löwen unter Feinden, JayJay

### 29.–31. Juli 2016
- Maxïmo Park, Fünf Sterne deluxe, Donots, Massendefekt, Danko Jones, Monsters of Liedermaching, The Godfathers, Gasmac Gilmore, Cosmic Psychos, Knallfrosch Elektro, The New Roses, Romano, Aeverium, Flox, Max Raptor, Lemur, Hong Faux, Who Killed Bruce Lee, Crash Gate 6, The Tips, The Smith Street Band, Roxopolis, Shuffle, Mondo Mash Up Soundsystem, Tubbe, Birk

### 28.–30. Juli 2017
- Turbostaat, The Baseballs, Die Orsons, Hardcore Superstar, Devin Townsend, Russkaja, Die Boys, Terrorgruppe, Cryssis, Agent Fresco, Motorjesus, Swiss und Die Andern, The Movement, Alice Merton, Mydy Rabycad, The Tips, Montreal, iLLBiLLY HiTEC, Flash Forward, MC Rene, Pierce Brothers, Slik Tiger, Elfmorgen, Smile and Burn, Smash Hit Combo, James Kakande.
- Besucher: rund 5.000[10]

### 27.–29. Juli 2018
- RDGLDGRN, Madsen, Mia, Dirt Box Disco, Helmet, Kochkraft durch KMA, Jett Rebel, Grossstadtgeflüster, Mono & Nikitaman, The Baboon Show, Arcane Roots, Stone Broken, Razz, D-Flame, fatoni, Hitten, Kapelle Petra, The Prosecution, Tourette’s, The LaFontaines, Blaas of Glory, CassMae, Tequila & the Sunrise Gang, JayJay, Radio Invaders.
- Besucher: knapp 5.000[11]